# René Leduc
René Leduc (ur. 24 kwietnia 1898 w Saint-Germain-lès-Corbeil, zm. 9 marca 1968 w Istres) – francuski inżynier. W końcu lat 20. XX wieku rozpoczął pracę na konstrukcją samolotu napędzanego silnikiem strumieniowym. Rezultatem prac była budowa pierwszego na świecie samolotu napędzanego tego rodzaju napędem, samolotu Leduc 010 oraz całej serii konstrukcji doświadczalnych wykorzystujących silniki strumieniowe. Odznaczony Medalem Louisa Blériota.